# وزارة الداخلية (الهند)
وزارة الشؤون الداخلية (IAST: Gṛha Mantrālaya)، أو ببساطة وزارة الداخلية، هي وزارة تابعة لحكومة الهند. تأسست في 15 أغسطس 1947، وهي مسؤولة بشكل أساسي عن الحفاظ على الأمن الداخلي والسياسة الداخلية. ويرأسها وزير الداخلية.